# Bem-Vindos a Beirais
Bem-Vindos a Beirais (littéralement : Bienvenue à Beiras) est une série télévisée portugaise créée par Ana Vasques et diffusée entre 13 mai 2013 et le 23 mars 2016 sur RTP1.
Au Québec, la série est diffuser sur Canal International

## Distribution
- Carla Chambel (pt) : Marina Marques de Jesus
- Carlos Santos (pt) : Benjamim Marques
- Dinarte Branco (pt) : João Santiago
- Heitor Lourenço (pt) : Moisés Lameiras
- Henriqueta Maya (pt) : Hortense Pedroso
- Ivo Lucas : Sandro Silva Pedroso
- João Saboga : Agostinho Puga
- Jorge Mourato (pt) : Carlos Manuel Baptista
- Jorge Silva : Fernando Campos Ribeiro
- José Boavida (pt) : Manuel Pedroso
- Lúcia Moniz : Susana Isabel Fontes
- Luís Aleluia (pt) : Júlio Gameiro
- Luísa Ortigoso (pt) : Olga Fontes
- Margarida Cardeal (pt) : Nazaré Baptista
- Mariana Norton (pt) : Patrícia Moreira
- Martinho Silva (pt) : Nuno Aires
- Miguel Dias : Joaquim Brito
- Noémia Costa (pt) : Alzira Silva Pedroso
- Nuno Janeiro (pt) : Luís Assunção
- Oceana Basílio (pt) : Clara Rodrigues
- Pêpê Rapazote : Diogo Almada
- Sandra Santos (pt) : Teresa Sampaio
- Sara Salgado (pt) : Alexandra Vidal Pedroso
- Sylvie Dias : Cristina dos Santos
- Tomás Alves (pt) : Xavier Marques
- Vera Alves (pt) : Rita de Almeida Santiago
- Inês Faria (pt) : Inês de Almeida Santiago